# Боржес Барбоза Жуниор, Эванилдо
Эванилдо Боржес Барбоза Жуниор (порт.-браз. Evanildo Borges Barbosa Júnior; род. 11 января 1990, Салвадор), более известен под именем Жуниньо (порт.-браз. Juninho) — бразильский футболист, защитник.

## Биография
Профессиональную карьеру начал 2008 году в Аудаш. В том же году был арендован клубом «Фигейренсе». В 2011 году «Фигейренсе» выкупил трансфер игрока. В 2012 году переходит в Коимбру. С 2012 по 2016 годы провел в аренде в клубах «Палмейрас», «Фигейренсе» и «Гояс». В начале 2017 года Жуниньо подписал контракт с казахстанским клубом «Актобе».

## Достижения
Фигейренсе
- Обладатель Серебряного мяча: 2011

Палмейрас
- Обладатель Кубка Бразилии: 2012
- Чемпион Серии Б Бразилии: 2013